# Мусороперерабатывающий завод (Новокузнецк)
Мусорообрабатывающий завод в Новокузнецке открылся в 2008 году. Владелец завода — компания «ЭкоЛэнд»; собственник компании «ЭкоЛэнд» — Георгий Владимирович Лаврик.

## История
С конца 1930-х годов в Новокузнецке появился полигон для хранения твёрдых бытовых отходов в районе деревни Митино к северу от КМК на берегу реки Томи. За последующие полвека свалка превысила размеры допустимые генеральным планом и перед руководством города встал вопрос о строительстве полигона для твёрдых бытовых отходов в другом месте.

## Проектирование
Было предложено 2 варианта размещения полигона:
1) недалеко от деревни Баевка,
2) рядом с деревней Кругленькое.
Наиболее предпочтительным с точки зрения логистики было размещение полигона в районе деревни Кругленькое, однако этот проект встретил противодействие экологов, так как поблизости находились ЗСМК и промышленные предприятия Кузнецкой промзоны.
К 2005 году, после многочисленных доработок, проект полигона с мусороперерабатывающим заводом был готов. Проект предприятия выполнялся институтом Сибирский Сантехпроект. Благодаря технологии брикетирования — срок службы завода составляет 75 лет. По данным пресс-службы мэрии Новокузнецка, стоимость проекта составила около 350 млн руб., а численность его сотрудников — 180 человек.
Строительство завода было выполнено в рамках государственно-частного партнерства: администрация города и области взяли на себя строительство необходимой инфраструктуры, включая ЛЭП, подъездные пути. При этом общие инвестиции превысили по величине сумму в 1 млрд рублей.

## Эксплуатация завода
В мае 2008 полигон бытовых отходов начал работу, в районе полигона строился мусороперерабатывающий завод. Часть территории Новокузнецкого района, непосредственно прилегающая к мусороперерабатывающему заводу была включена в состав Новокузнецкого городского округа. В декабре 2008 года мусороперерабатывающий завод вошёл в эксплуатацию.
На предприятии внедрены инновационные технологи: комплекс инновационных систем для снижения нагрузки на окружающую среду — геомембраны для защиты грунтовых вод, очистные сооружения фильтрата, оборудование для разукрупнения, сортировки отходов, уплотнения «хвостов», Система пропуска и взвешивания автомобилей, Управление потоками отходов, Мусороперерабатывающий комплекс с автоматическими системами сортировки. Для очистки фильтрата полигона были построены локальные очистные сооружения, применяющие технологию обратного осмоса, которая позволяет вести глубокую очистку с задержкой как органики, так неорганических примесей.
Завод также реализует вторсырьё.
На заводе используется современное оборудование различных производителей; часть европейского оборудования производства Польши и Германии, часть отечественного производства, а также китайское прессовальное оборудование.
Как сообщалось в 2013 году, чистая прибыль общества с ограниченной ответственностью за 2009-й, 2010-й и 2011 годы составила 25,605 млн руб., 63,824 млн рублей и 58,524 млн рублей соответственно. Завод вышел на мощность переработки 200 тыс. тонн отходов в год, загрузка завода составила 80 % (данные 2013 года), и его деятельность стала полностью покрывать нужды г. Новокузнецка в переработке отходов.
В соответствии с приказом Росприроднадзора от 07.07.2015 года № 552 полигон ООО «ЭкоЛэнд» внесен в Государственный реестр объектов размещения отходов.
В 2016 году на предприятии проводился сертификационный аудит по соответствию международным стандартам ISO 9001 и ISO 14001.
В 2018 году сообщалось, что на заводе был впервые в России внедрен автоматический сортировщик мусора от российской компании «СиСорт».

## Инциденты
13 февраля 2019 года на заводе «ЭкоЛэнд» произошло задымление в цехе сортировки на линии по выборке вторсырья. Были эвакуированы сотрудники завода и вызваны пожарные. По данным пресс-службы ООО «ЭкоТек», в результате данного происшествия частично вышло из строя технологическое оборудование цеха. Вывоз ТКО не пострадал, так как были задействованы резервные схемы.

## Руководство
- Лаврик, Георгий Владимирович — бывший акционер Южкузбассугля
- Комаров, Евгений Викторович — генеральный директор.[10]